# Czesław Stanula
Czesław Stanisław Stanula C.SS.R. (ur. 27 marca 1940 w Szerzynach, zm. 14 maja 2020 w Salvadorze) − polski duchowny katolicki, misjonarz, redemptorysta, emerytowany biskup diecezji Itabuna.

## Życiorys
Urodził się 27 marca 1940 w Szerzynach. Jego bratem był ks. prof. Emil Stanula, wieloletni dziekan Wydziału Kościelnych Nauk Historycznych i Społecznych Uniwersytetu Kardynała Stefana Wyszyńskiego w Warszawie, a jego kuzyn Gerard Stanula również został kapłanem (wyświęcony w 1968 w Przemyślu). W 1957 roku wstąpił do zakonu redemptorystów i 15 sierpnia złożył pierwsze śluby zakonne. Święceń kapłańskich udzielił mu 19 lipca 1964 Jerzy Ablewicz, biskup diecezjalny tarnowski. 
W latach 1964−1967 pracował w Gliwicach, po czym w 1967 wyjechał na misje do Ameryki Łacińskiej. Posługiwał najpierw w Argentynie, a w 1973 udał się do Brazylii, gdzie był m.in. rektorem sanktuarium maryjnego w Bahia i wikariuszem generalnym tamtejszej archidiecezji.
17 czerwca 1989 papież Jan Paweł II mianował go biskupem diecezjalnym diecezji Floresta. Święcenia biskupie otrzymał 5 listopada 1989. Głównym konsekratorem był kardynał Lucas Moreira Neves, arcybiskup metropolita São Salvador da Bahia, zaś współkonsekratorami Tarcisio Ariovaldo Amaral, biskup diecezjalny Campanii, i Thomas William Murphy, biskup pomocniczy São Salvador da Bahia. 
27 sierpnia 1997 papież Jan Paweł II przeniósł go na urząd biskupa diecezjalnego diecezji Itabuny. 1 lutego 2017 papież Franciszek przyjął jego rezygnację z tego urzędu. 
Dał się poznać jako człowiek pióra. Za swoją aktywność literacką 22 maja 2012 r. został przyjęty do Akademii Literatury (Agral) w Itabuna. W 2014 r. obchodził uroczyście złoty jubileusz kapłaństwa. Z tej okazji na Jego cześć siostra Miria Terezinha Kolling skomponowała na Jego cześć specjalny hymn „Bispo Ceslau em Jubileu”. 
Zmarł 14 maja 2020 w szpitalu w Salvadorze, gdzie trafił kilka dni wcześniej z powodu wstrząsu septycznego, zapalenia płuc, Czikungunii oraz raka prostaty. Pochowany został następnego dnia w tym samym mieście, na cmentarzu w dzielnicy Brotas

## Odznaczenia
- Krzyż Komandorski z Gwiazdą Orderu Odrodzenia Polski – nadanie 2017[6], wręczenie 2018[7]
- Krzyż Komandorski Orderu Odrodzenia Polski – 1996[8]

## Wyróżnienia
- 21 sierpnia 2013 r. otrzymał tytuł obywatela honorowego stanu Bahia;
- W dniu 16 lipca 2017 r. na wniosek wójta Gminy Szerzyny otrzymał tytuł pierwszego Honorowego Obywatela Gminy Szerzyny. Honorowemu Obywatelowi  dedykowany został koncert "Vox clamantis in deserto" w wykonaniu Polskiej Orkiestry Muzyki Filmowej z Bydgoszczy.